# Кремна
Кремна (словац. Kremná) — українське село в Словаччині, Старолюбовняському окрузі Пряшівського краю.
Вперше згадується у 1773 році.
В селі є греко-католицька церква з 1787  р. в бароко—класицистичному стилі.

## Географія
Розташоване в північно-східній частині Словаччини в Любовнянській височині в долині потока Граничне. Протікає річка Гранична.

## Населення
| Рік:            | 1994. | 2004.    | 2014.    | 2024.   |
| --------------- | ----- | -------- | -------- | ------- |
| Кількість осіб: | 137   | 110      | 95       | 98      |
| Різниця:        |       | -19,70 % | -13,63 % | +3,15 % |

| Рік:            | 2023. | 2024.   |
| --------------- | ----- | ------- |
| Кількість осіб: | 101   | 98      |
| Різниця:        |       | -2,97 % |

В селі проживає 102 осіб.
Національний склад населення (за даними останнього перепису населення — 2001 року):
- словаки — 100,0 %

Склад населення за приналежністю до релігії станом на 2001 рік:
- греко-католики — 91,74 %,
- римо-католики — 8,26 %,